# Instrumentador cirúrgico

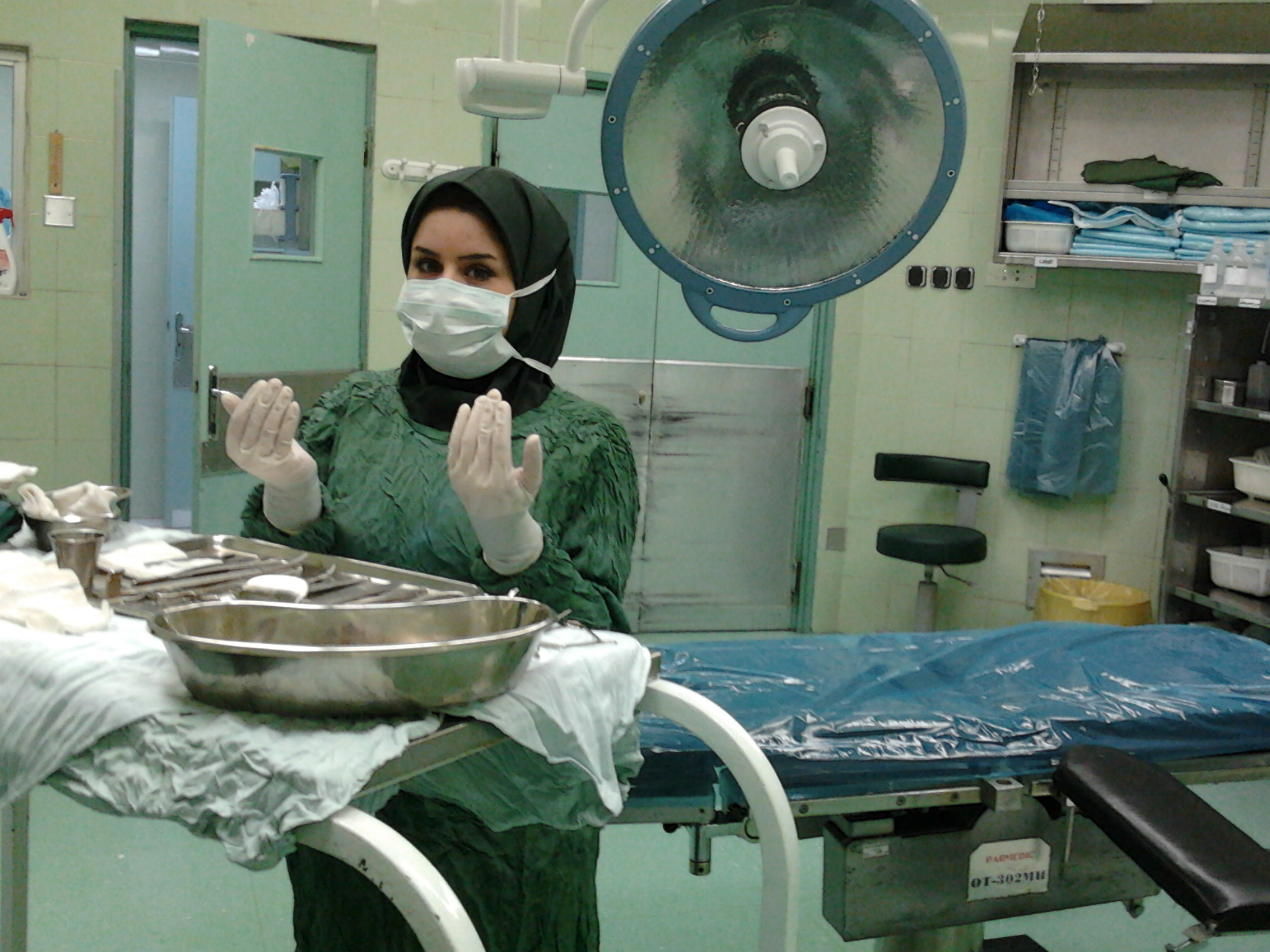
Técnica em instrumentação cirúrgica em ação no Irã.

Instrumentador cirúrgico é uma profissão cuja função é ajudar o cirurgião no ato cirúrgico. A sua principal responsabilidade é com os instrumentos cirúrgicos e o ato cirúrgico em si. Seu objetivo maior, assim como o de toda a equipe cirúrgica, é a qualidade e segurança do procedimento cirúrgico, atendendo ao cliente com maior eficácia e eficiência. No Brasil, é uma profissão de nível técnico.

## História
A instrumentação cirúrgica nasceu no Século XX, período de grande crescimento nas cirurgias e consequentemente de crescimento do papel do instrumentador cirúrgico. Com esse crescimento, tornaram-se necessários profissionais mais qualificados. Surgiram, assim, escolas formadoras desses profissionais. Surgiram escolas de técnicos em instrumental cirúrgico em Nice, na França, em 1954.

## Curso
Durante o curso, o estudante conhece os instrumentos cirúrgicos, a anatomia humana e muitos outros conhecimentos da área da saúde.